# Kepler-62
Kepler 62 is een ster die iets koeler en kleiner is dan de Zon. De ster bevindt zich binnen het kijkgebied van de Kepler Telescoop en op 982 lichtjaar van de Zon. Op 18 april 2013 werd bekendgemaakt dat de ster vijf planeten heeft (bevestigd met de transitmethode). Waarvan er twee (Kepler-62e en Kepler-62f) zich in de bewoonbare zone bevinden. De ster valt onder de KOI met nummer KOI-701.